# 宇治市立北宇治中学校
宇治市立北宇治中学校（うじしりつ きたうじちゅうがっこう）は、京都府宇治市槇島町島前にある公立中学校。

## 概要
宇治市立宇治中学校から分離・開校した。槇島町南部、小倉町東部を主な校区としている。小中一貫教育の取り組みが行われている。

## 沿革
- 1972年4月 - 西宇治中学校、宇治市立宇治中学校から分離し開校（宇治市立槇島小学校体育館にて開校式）
- 1972年9月 - 校旗、校歌制定
- 1973年4月 - 校舎（普通教室8）を増築・体育館竣工
- 1973年3月 - 校舎（普通教室4、特別教室8）を増築
- 1974年7月 - プール竣工
- 1976年4月 - 図書室・被服室設置
- 1976年12月 - 技術室設置
- 1978年4月 - 宇治市立西小倉中学校を分離
- 1982年4月 - 宇治市立槇島中学校を分離
- 1988年5月 - 柔剣道場竣工(現格技場)
- 1991年4月 - 新制服を採用
- 1991年8月 - コンピューター教室設置
- 1992年8月 - 視聴覚教室設置
- 1999年11月 - コンピューター教室の機器を更新
- 2010年8月 - 普通教室にエアコンを設置

## 部活動
- 陸上競技
- サッカー
- 軟式野球
- ソフトテニス
- バスケットボール
- バレーボール
- 卓球
- ソフトボール
- 体操競技
- バドミントン
- 吹奏楽
- 美術

## 通学区域
- 宇治市立北小倉小学校（全域）
- 宇治市立小倉小学校（一部区域）
- 宇治市立槇島小学校（一部区域）

## 交通
- 近鉄京都線 小倉駅下車 北東へ約1,000m
- JR奈良線 JR小倉駅下車 北へ約1,300m

## 著名な出身者
- 平野佳寿 - プロ野球・オリックス・バファローズ投手[1]
- 永井和恵 - 柔道選手

## 通学区域が隣接している学校
- 宇治市立西小倉中学校
- 宇治市立西宇治中学校
- 宇治市立宇治中学校
- 宇治市立東宇治中学校
- 宇治市立槇島中学校
- 京都市立向島秀蓮小中学校